# Ted Burgin
Edward "Ted" Burgin (Bradfield, 29 de abril de 1927 – 26 de março de 2019) foi um futebolista inglês que atuava como goleiro.

## Carreira
Ted Burgin fez parte do elenco da Seleção Inglesa de Futebol que disputou a Copa do Mundo de 1954.
Faleceu em 26 de março de 2019 aos 91 anos de idade.